# Дакія аль-Кахіна (Цариця Берберська)
Дакія аль-Кахіна (англ. Dihya або англ. Kahina) (бербер. Daya Ult Yenfaq Tajrawt, ⴷⵉⵀⵢⴰ Dihya, або бербер. ⴷⴰⵎⵢⴰ Damya) — цариця-воїтелька берберсько-юдейського князівства, релігійна і військова лідерка, яка очолювала опір корінного населення ісламським завойовникам у Північній Африці. Пізніше цей регіон отримав назву Нумідія (англ. Numidia). Народилася на початку VII століття і померла приблизно в кінці VII століття на території, яка сьогодні є Алжиром.

## Походження і релігія
Її ім'я має кілька варіантів: Daya, Dehiya, Dihya (ⴷⵉⵀⵢⴰ), Dahya або Damya (через арабське написання важко визначити відмінність між цими варіантами). ЇЇ ім'я взяте з арабськомовних джерел як al-Kāhina (тобто «жриця», «провидиця», «віщунка»). Це було прізвисько, що використовували її мусульманські супротивники через її здатність передбачити майбутнє. Народилася на початку VII століття. Тому припускають, що Дакія правила як християнська цариця берберів. Але деякі арабські історики писали, що Дакія була єврейською «чаклункою», і саме завдяки цим здібностям їй вдалося перемогти арабських ісламських загарбників, які відступили до східної Триполітанії. Протягом п'яти років правила вільною берберською державою, що простягалась від гір Орес (південно-західний Алжир) до оази Гадамес (695—700 нашої ери). Але араби, на чолі з Мусою Ібн Нусайром, повернулися із сильною армією і розбили її. Боролася в Ель-Джем — Римському амфітеатрі. Дакія померла приблизно в кінці VII століття на території сучасного Тунісу в бою під містечком Табарка. Джерела 19-го століття свідчать, що вона сповідувала берберську єврейську релігію, а також, що належала за походженням до берберських юдеїв. За свідченнями аль-Маліка, її завжди в подорожах супроводжував «ідол», можливо, ікона Діви Марії або одного з християнських святих, але, звичайно, не те, що пов'язано з єврейськими релігійними звичаями.

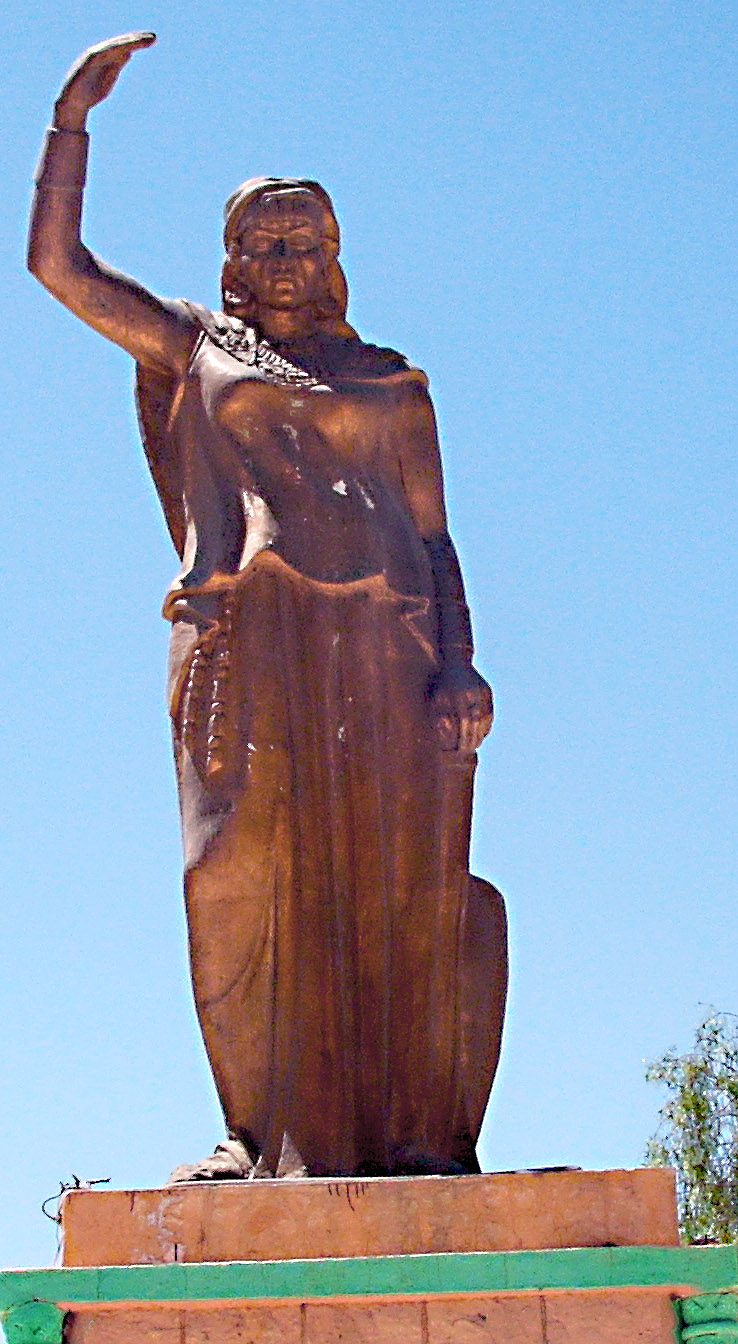
Статуя Дахії аль-Кахіни в Кхенчелі (Алжир)

Ідея про те, що плем'я берберів були навернені до юдаїзму, походить від середньовічного історика Ібн Халдуна (Ibn Khaldun), який згадує їх серед безлічі подібних племен.
Хіршберг (Hirschberg) і Тальбо зазначають, що Ібн Халдун, здається, мав на увазі час, до появи пізньої Римської імперії і Візантійської імперії, а трохи далі в цьому ж абзаці, говорять, що до часів Стародавнього Риму «племена» (імовірно ті, що наведені ним у списку раніше) були навернені в християнство. На думку Г. З. Хіршберга (HZ Hirschberg), «з усіх відомих способів переходу до юдаїзму і випадків юдаїзації, ті, які пов'язані з берберами і суданцями в Африці є найменш аутентифіковані (підтверджені). Все, що написано про них, вкрай сумнівно.» Далі Хішберг (Hirschberg)вказує, що в усних переказах (легендах) алжирський єврей, «Kahya», був зображений як людожер і гонителя євреїв.
Протягом чотирьох століть після смерті Дакії, туніський агіограф аль-Малікі одним з перших стверджував, що Дакія проживала в горах Орес. Лише через сім століть після її смерті, паломнику ат-Тіджані (at-Tijani) розповідали, що вона належала до племені Luwata (Lūwāta). Коли пізніше, історик Ібн Халдун (Ibn Khaldun) писав свій звіт, він відніс її до берберського племені Jarawa (Berber)(Jrāwa). Згідно з багатьма мусульманськими джерелами, аль-Кахіна (al-Kāhinat) була донькою Табату (Tabat), згідно з іншими — Матії (Mātiya). Ці джерела залежать від походження племені, і з політичних причин постійно вигадувались і корегувались впродовж ІХ століття.
Ібн Халдун записав багато легенд про Дакію. Деякі з них розповідають про її довге волосся або великий розмір, що є за легендами основними рисами магів, чарівників, чаклунів. Вона також ніби-то володіла даром пророцтва, у неї було троє синів, що характерно для відьом у легендах. Навіть той факт, що двоє були її власні, а один прийомний (арабський офіцер, захоплений нею в полон), вважався передбачуваною рисою чаклунки в казках. Інша легенда стверджує, що в юності Дакія нібито звільнила свій народ від тирана, погодившись з ним одружитися, а потім вбила його у їхню шлюбну ніч. Практично нічого іншого з її особистого життя не підтверджується науково.

## Конфлікти і легенди
Дакія перемогла Кусаїля (Kusaila) (сенатор Цеціліус — Caecilius) як військова лідерка народу берберських племен в 680-х роках і зупинила загарбання земель арабською ісламською армією халіфату Омеядів (Umayyad Caliphate) (династія Омеядів). Хасан Ібн аль-Ну'ман (Hasan ibn al-Nu'man) пройшов весь Єгипет і захопив велике візантійське місто Карфаген та інші міста (омеядське завоювання Північної Африки). Він шукав іншого ворога для нових перемог. Йому розповіли, що найпотужнішим властителем у Північній Африці є «Цариця берберів» (арабською: malikat аль-Barbar) Дакія (Dihyā), і відразу війська Ібн аль-Ну'мана увійшли до Нумідії. Дві армії зійшлися поблизу Мескіни (Meskiana). Сьогодні це — провінція в Алжирі (Oum el-Bouaghi Province). Дакія розбила Хасана ібн аль-Нумана вщент і той втік до Іфрікії (Ifriqiya) і відсиджувався в Кіренаїках (Лівія) протягом чотирьох або п'яти років. Розуміючи, що противник дуже сильний і обов'язково повернеться, Дакія наказала застосувати метод «випаленої землі». Ця кампанія, яка мала незначний вплив на гірські і пустельні племена, залишила її без підтримки осілих племен, що мешкали в оазах. Замість того, щоб перешкодити арабській армії, це відчайдушне рішення прискорило поразку. В іншій, менш відомій легенді про Дакію, розповідається, що їй подобалось вивчати пустельних птахів. Хоча ця думка також сумнівна. Окремі докази були знайдені на місці її поховання, на території сучасного Алжиру: виявлено кілька фрагментів раннього пергаменту з картинками птахів, хоча не доведено, що ці фрагменти належали саме їй. Проте, цілком можливо, що вона почала цікавитись орнітологією ще в Лівії, тому що на картинках зображені лівійські види птахів.

## Поразка і смерть
Хасан Ібн аль-Ну'ман зрештою повернувся і, спираючись на зраду і підказки колишнього полоненого офіцера, якого Дакія колись всиновила, переміг її війська на місцевості (імовірно місцевість у сучасному Алжирі), щодо якого існує певна невизначеність. Тальбо висловлює думку, що це було між містами Сетиф і Тобна (Tobna), але цьому також немає підтвердження. Перед битвою, передбачаючи результат, цариця відіслала своїх двох біологічних синів до арабської ісламської армії під опіку прийомного сина. Розповідають, що Хасан Ібн аль-Ну'ман призначив одного з них керувати одним із своїх підрозділів армії. Згідно з деякими оповідями, Дакія загинула в битві з загарбниками з мечем в руці, смертю воїна. Інші джерела говорять, що вона вчинила самогубство, проковтнувши отруту, щоб не зазнати ворожого полону. Це відбулося в 690 або 700 роках, а ймовірніше у 703 AD. У тому ж році їй виповнилось, на думку Ібн Халдуна, 127 років. Це, очевидно, ще один з багатьох міфів, які її оточують.
Окремі мусульманські історики вважають, що сини Дакії Багай (Bagay) і Кхенчела (Khenchela), прийняли іншу віру і привели армію берберів до Іберії.

## Спадщина
Вважається, що пристрасть Дакії до орнітології сприяла розвитку науки і освіти в ранній період Північної Африки. Сьогодні багато людей шанують її за великі досягнення і незалежність. Дакія родом з тих земель, що й відомий Святий Августин.
У наступні століття легенди про Дакію були використані, щоб підтримати вимоги берберів в Аль-Андалусії проти арабських претензій щодо етнічного верховенства на початку сучасної епохи. Крім того, ці легенди використовувались французькими колоністами, берберськими націоналістами, арабськими націоналістами, євреями Північної Африки, феміністками Північної Африки і націоналістами Магрибу ще й в дидактичних цілях.

## Культурологічні посилання
- Менлі Вейд Веллман написав історичну фентезійну новелу «Кахіна» (англ. Cahena).
- В одному з епізодів телесеріалу Мисливці за старовиною герої здобувають реліквію, що належала Кахіні. Саму ж Кахіну видно у флешбеках у цій самій серії.
- Епізод серіалу Ксена: принцеса-воїн «Спадщина» розповідає белетризовану історію про Кахіну у північній Африці.